# Maxchernes iporangae
Maxchernes iporangae är en spindeldjursart som beskrevs av Volker Mahnert och Andrade 1998. Maxchernes iporangae ingår i släktet Maxchernes och familjen blindklokrypare. Inga underarter finns listade i Catalogue of Life.